# Баронтини, Илио
Илио Баронтини (итал. Ilio Barontini, 1890—1951) — итальянский коммунист и антифашист, сенатор.

## Биография
Родился в крестьянской семье в провинции Ливорно в Тоскане. Уже в молодости вступил в Итальянскую социалистическую партию. Работал металлистом, сначала в Бреде в Милане, а затем на итальянских государственных железных дорогах в Ливорно. Участвовал в основании Коммунистической партии Италии (затем ИКП) в 1921 году. Стал первым секретарём отделения партии в Ливорно, а также местным профсоюзным лидером (в 1924—1926 — секретарь Палаты труда в Ливорно). С приходом к власти Муссолини потерял работу из-за своих антифашистских убеждений и столкнулся с политическим преследованием.  В июле 1928 года он предстал перед Специальным трибуналом по защите государства за распространение подрывной пропаганды, но был оправдан. 
В 1931—1933 — в эмиграции во Франции, в 1933—1936 — в СССР, где работал техником и посещал занятия в Международной Ленинской школе и Военной академии имени М. В. Фрунзе. Он также отправился в Китай, чтобы пройти партизанскую подготовку в Красной армии Мао Цзэдуна и последовал за тем в Великий поход. Участник гражданской войны в Испании — политический комиссар (в январе 1937 года сменил Антонио Росио), впоследствии — фактический командир Гарибальдийского батальона итальянских антифашистов в Интернациональных бригадах за время отсутствия Рандольфо Паччиарди. Герой битвы при Гвадалахаре, где победили республиканцы. 
Участник партизанской войны в оккупированной фашистской Италией Абиссинии (Эфиопии), куда отправился в декабре 1938 года через Египет и Судан по поручению Коммунистического Интернационала и с верительными грамотами императора Хайле Селассие (назначившего итальянского коммуниста своим заместителем), написанными на шелковых носовых платках, чтобы скрыть от врага. Летом 1939 года к Баронтини присоединился словенский железнодорожник из Гориции (аннексированной Италией в 1920 году) Антон Укмар, с которым он познакомился в Испании. Также с ними были итальянский антифашист Доменико Ролла, полковник Поль Робер Монье из Второго бюро, французской военной разведки, а также секретарь негуса (эфиопского императора) и представитель Эфиопии в Лиге Наций Лоренцо Таезаз. Обосновавшись в регионе Годжам, Баронтини и горстка итальянских коммунистов помогали организовывать и обучать группы сопротивления итальянской оккупации под командованием дэджазмача Мангаши Джамбери, выросшие в четвертьмиллионную партизанскую армию. Баронтини, Укмар и Ролла, прозванные «тремя апостолами» (с позывными «Пётр», «Павел» и «Иоанн», но на эфиопский манер), также печатали двуязычную подпольную газету «Голос из Абиссинии» (La Voce degli Etiopi). Группа вернулась во Францию весной 1940 года, получив ранения и потеряв радиосвязь с Европой. 

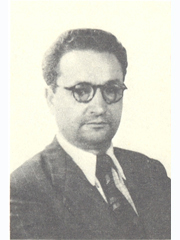
Илио Баронтини (1948)

После немецкого вторжения он был интернирован в лагере Ле-Верне, пока советское правительство, которое в то время ещё сотрудничало с Осью, не объявило его своим гражданином и не потребовало его освобождения. Во время Второй мировой войны в 1940—1943 руководил группами движения Сопротивления в Южной Франции, организовывал отряды FTP-MOI из итальянских эмигрантов в районе Марселя. В 1943—1945 — один из организаторов движения Сопротивления на севере Италии, сыграл видную роль в создании Групп патриотического действия GAP и Гарибальдийских бригад, был командиром объединённого партизанского командования Эмилии-Романьи. 
С 1945 руководил федерацией ныне переименованной Итальянской коммунистической партии (ИКП) в Ливорно, стал членом Центрального комитета партии. Он заседал в Национальном совете — временном законодательном органе, созданном в первые месяцы после окончания войны. В 1946 году он был избран в Учредительное собрание. С 1948 — сенатор Италии, член первого Сената Итальянской Республики, секретарь Комитета обороны в этом органе. 
22 января 1951 года, возвращаясь в Ливорно со съезда ИКП во Флоренции, погиб в дорожно-транспортном происшествии в результате столкновения автомобиля с автобусом. Другими жертвами этой катастрофы стали ещё два руководителя ливорнской федерации компартии Италии — Леонардо Леонарди и Отелло Франджони (последний скончался в больнице). Из пассажиров автомашины в живых остался лишь член Политбюро Коммунистической партии Австрии Франц Марек.
Кавалер ордена Красной Звезды СССР и Бронзовой звезды США.